# Roumbou I
Roumbou I ou est une localité et une commune rurale du Niger, département de Dakoro, région de Maradi.

## Géographie
La localité de Roumbou I est située à 35 km au nord-est du chef-lieu départemental Dakoro.
|        | Gadabédji |             |
| Bermo  | Roumbou I | Bader Goula |
| Dakoro | Azagor    | Birni Lallé |

## Histoire
La commune rurale de Roumbou I instaurée en 2002, est issue d'une partie du canton de Birni Lallé fondé en 1947.

## Population
Lors du recensement général de 2012, la population communale est relevée à 13 330 habitants, dont 218 habitants pour la localité chef-lieu communal.

## Localités
La commune s'étend sur 21 villages et 25 hameaux au centre du département de Dakoro.
- Kombaki
- Sabarou

## Services et infrastructures

### Santé
- Centre de Santé Intégré (CSI) à Sakabale[5].

### Ensignement
La commune compte 20 écoles primaires pour un taux de scolarisation de 78,20 % en 2021. 
- Centre de formation des métiers (CFM) à Roumbou I.